# Ginástica nos Jogos Asiáticos de 2022
As competições de ginástica nos Jogos Asiáticos de 2022 serão realizadas no Ginásio do Centro Esportivo de Huanglong, em Hangzhou, China, de 24 de setembro a 7 de outubro de 2023.

## Programação
| Q | Qualificatória | F | Final |

| Evento↓/Data →               | 24 Dom    | 25 Seg    | 26 Ter    | 27 Qua    | 28 Qui    | 29 Sex    | 30 Sáb    | 1 Dom     | 2 Seg     | 2 Seg     | 3 Ter     | 3 Ter     | 4th Qua   | 5 Qui     | 6 Sex     | 7 Sáb     |
| Artística                    | Artística | Artística | Artística | Artística | Artística | Artística | Artística | Artística | Artística | Artística | Artística | Artística | Artística | Artística | Artística | Artística |
| ---------------------------- | --------- | --------- | --------- | --------- | --------- | --------- | --------- | --------- | --------- | --------- | --------- | --------- | --------- | --------- | --------- | --------- |
| Equipes masculinas           | F         |           |           |           |           |           |           |           |           |           |           |           |           |           |           |           |
| Individual geral masculino   | Q         |           | F         |           |           |           |           |           |           |           |           |           |           |           |           |           |
| Solo masculino               | Q         |           |           |           | F         |           |           |           |           |           |           |           |           |           |           |           |
| Cavalo com alças masculino   | Q         |           |           |           | F         |           |           |           |           |           |           |           |           |           |           |           |
| Argolas masculino            | Q         |           |           |           | F         |           |           |           |           |           |           |           |           |           |           |           |
| Salto masculino              | Q         |           |           |           |           | F         |           |           |           |           |           |           |           |           |           |           |
| Barras paralelas masculino   | Q         |           |           |           |           | F         |           |           |           |           |           |           |           |           |           |           |
| Barra fixa masculino         | Q         |           |           |           |           | F         |           |           |           |           |           |           |           |           |           |           |
| Equipes femininas            |           | F         |           |           |           |           |           |           |           |           |           |           |           |           |           |           |
| Individual geral feminino    |           | Q         |           | F         |           |           |           |           |           |           |           |           |           |           |           |           |
| Salto feminino               |           | Q         |           |           | F         |           |           |           |           |           |           |           |           |           |           |           |
| Barras assimétricas feminino |           | Q         |           |           | F         |           |           |           |           |           |           |           |           |           |           |           |
| Trave feminino               |           | Q         |           |           |           | F         |           |           |           |           |           |           |           |           |           |           |
| Solo feminino                |           | Q         |           |           |           | F         |           |           |           |           |           |           |           |           |           |           |
| Rítmica                      |           |           |           |           |           |           |           |           |           |           |           |           |           |           |           |           |
| Equipes                      |           |           |           |           |           |           |           |           |           |           |           |           |           |           | F         |           |
| Individual geral             |           |           |           |           |           |           |           |           |           |           |           |           |           |           | Q         | F         |
| Trampolim                    |           |           |           |           |           |           |           |           |           |           |           |           |           |           |           |           |
| Individual masculino         |           |           |           |           |           |           |           |           |           |           | Q         | F         |           |           |           |           |
| Individual feminino          |           |           |           |           |           |           |           |           | Q         | F         |           |           |           |           |           |           |

## Medalhistas

### Artística

#### Masculino
| Evento           | Ouro                                                                    | Prata                                                                                   | Bronze                                                                           |
| ---------------- | ----------------------------------------------------------------------- | --------------------------------------------------------------------------------------- | -------------------------------------------------------------------------------- |
| Equipes          | CHN China Lan Xingyu Lin Chaopan Xiao Ruoteng Zhang Boheng Zou Jingyuan | JPN Japão Shohei Kawakami Takeru Kitazono Kakeru Tanigawa Wataru Tanigawa Ryota Tsumura | TPE Taipé Chinês Huang Yen-chang Lee Chih-kai Lin Guan-yi Shiao Yu-jan Yeh Cheng |
| Individual geral | Zhang Boheng CHN China                                                  | Takeru Kitazono JPN Japão                                                               | Lan Xingyu CHN China                                                             |
| Solo             | Kim Han-sol KOR Coreia do Sul                                           | Zhang Boheng CHN China                                                                  | Lin Chaopan CHN China                                                            |
| Cavalo com alças | Lee Chih-kai TPE Taipé Chinês                                           | Ryota Tsumura JPN Japão                                                                 | Nariman Kurbanov KAZ Cazaquistão                                                 |
| Argolas          | Lan Xingyu CHN China                                                    | Nguyễn Văn Khánh Phong VIE Vietnã                                                       | Wataru Tanigawa JPN Japão                                                        |
| Salto            | Wataru Tanigawa JPN Japão                                               | Mahdi Olfati IRI Irã                                                                    | Aimy Sharul Muhammad MAS Malásia                                                 |
| Barras paralelas | Zou Jingyuan CHN China                                                  | Takeru Kitazono JPN Japão                                                               | Kakeru Tanigawa JPN Japão                                                        |
| Barra fixa       | Zhang Boheng CHN China                                                  | Lin Chaopan CHN China                                                                   | Kakeru Tanigawa JPN Japão                                                        |

#### Feminino
| Evento              | Ouro                                                           | Prata                                                                            | Bronze                                                                           |
| ------------------- | -------------------------------------------------------------- | -------------------------------------------------------------------------------- | -------------------------------------------------------------------------------- |
| Equipes             | CHN China Tang Xijing Yu Linmin Zhang Jin Zhang Xinyi Zuo Tong | JPN Japão Misaki Masui Mana Okamura Ayaka Sakaguchi Mikako Serita Kohane Ushioku | PRK Coreia do Norte An Chang-ok Kim Son-hyang Kim Su-jong Ryu Mi-rae Sim Hae-won |
| Individual geral    | Zuo Tong CHN China                                             | Mana Okamura JPN Japão                                                           | Kim Su-jong PRK Coreia do Norte                                                  |
| Salto               | An Chang-ok PRK Coreia do Norte                                | Kim Son-hyang PRK Coreia do Norte                                                | Yu Linmin CHN China                                                              |
| Barras assimétricas | An Chang-ok PRK Coreia do Norte                                | Mikako Serita JPN Japão                                                          | Zuo Tong CHN China                                                               |
| Trave               | Mana Okamura JPN Japão                                         | Tang Xijing CHN China                                                            | Ting Hua-tien TPE Taipé Chinês                                                   |
| Solo                | Zhang Jin CHN China                                            | Kim Son-hyang PRK Coreia do Norte                                                | Lim Su-min KOR Coreia do Sul                                                     |

### Rítmica
| Evento           | Ouro | Prata | Bronze |
| ---------------- | ---- | ----- | ------ |
| Equipes          |      |       |        |
| Individual geral |      |       |        |

### Trampolim
| Evento               | Ouro                  | Prata                            | Bronze                             |
| -------------------- | --------------------- | -------------------------------- | ---------------------------------- |
| Individual masculino | Yan Langyu CHN China  | Danil Mussabayev KAZ Cazaquistão | Hiroto Yamada JPN Japão            |
| Individual feminino  | Zhu Xueying CHN China | Hu Yicheng CHN China             | Viktoriya Butolina KAZ Cazaquistão |

## Quadro de medalhas
*   país anfitrião ( China (CHN))
| Pos.               | País                  | Ouro | Prata | Bronze | Total |
| ------------------ | --------------------- | ---- | ----- | ------ | ----- |
| 1                  | China (CHN)           | 10   | 4     | 4      | 18    |
| 2                  | Japão (JPN)           | 2    | 7     | 4      | 13    |
| 3                  | Coreia do Norte (PRK) | 2    | 2     | 2      | 6     |
| 4                  | Taipé Chinês (TPE)    | 1    | 0     | 2      | 3     |
| 5                  | Coreia do Sul (KOR)   | 1    | 0     | 1      | 2     |
| 6                  | Cazaquistão (KAZ)     | 0    | 1     | 2      | 3     |
| 7                  | Irã (IRI)             | 0    | 1     | 0      | 1     |
| 7                  | Vietnã (VIE)          | 0    | 1     | 0      | 1     |
| 9                  | Malásia (MAS)         | 0    | 0     | 1      | 1     |
| Total (9 entradas) | Total (9 entradas)    | 16   | 16    | 16     | 48    |

## Nações participantes
Um total de 141 atletas de 24 nações competiram na ginástica nos Jogos Asiáticos de 2022:
- BAN Bangladesh (2)
- QAT Catar (1)
- KAZ Cazaquistão (13)
- CHN China (14)
- PRK Coreia do Norte (8)
- KOR Coreia do Sul (14)
- PHI Filipinas (7)
- HKG Hong Kong (4)
- IND Índia (1)
- IRI Irã (4)
- JPN Japão (13)
- JOR Jordânia (1)
- KUW Kuwait (1)
- LAO Laos (1)
- MAS Malásia (2)
- MGL Mongólia (4)
- PLE Palestina (1)
- KGZ Quirguistão (4)
- SGP Singapura (9)
- SRI Sri Lanka (1)
- THA Tailândia (11)
- TPE Taipé Chinês (10)
- UZB Uzbequistão (9)
- VIE Vietnã (6)